# Hải phận quốc tế

Vùng nước màu xanh đậm là thuộc hải phận quốc tế, không thuộc vùng đặc quyền kinh tế của bất cứ nước nào.

Hải phận quốc tế là các vùng nước như đại dương, hệ thống sinh thái hàng hải lớn, vùng biển kín hoặc nửa mở, hồ, ao, sông, đầm lầy có biên giới quốc tế và không thuộc chủ quyền của quốc gia nào theo luật quốc tế.